# Rob Roy (pel·lícula)
Rob Roy és una pel·lícula estatunidenco-britànica estrenada l'any 1995, dirigida per Michael Caton-Jones. Ha estat doblada al català.

## Argument
La història es desenvolupa al segle xviii, als Highlands. Robert MacGregor, anomenat Rob Roy, cap d'un clan de dos-cents homes, ha estat estafat i robat pel intendent del Marquès de Montrose. Així comença la seva lluita contra una aristocràcia traïdora i corrupta.

## Repartiment
- Liam Neeson: Rob Roy
- Tim Roth: Archibald Cunningham
- John Hurt: John Graham, Marquès de Montrose
- Jessica Lange: Mary MacGregor
- Brian Cox: Killearn
- Brian McCardie: Alasdair
- Eric Stoltz: Alan MacDonald
- Andrew Keir: Duc de Argyll
- Jason Flemyng: Gregor
- Vicki Masson: Betty

## Rebuda
- El film va tenir un èxit comercial moderat, informant aproximadament 58 milions de dòlars al box-office mundial, dels quals 31 a Amèrica del Nord, per un pressupost de 28 milions.
- Ha tingut una acollida critica favorable, recollint un 72 % de critiques positives, amb una nota mitjana de 6,4/10 i sobre la base de 43 critiques recollides, en el lloc Rotten Tomatoes.[3]
- Crítiques 
  - "Entretinguda, encara que acadèmica, visió de la vida de l'heroi escocès"[4]
  - "Amb semblant repartiment i la localització en les Highlands, a més d'una història que és una mina d'or dramàtica, és un misteri que 'Rob Roy' sigui tan poc interessant"[5]
  - "La pel·lícula segueix un predictible arc dramàtic, encara que té estil i cor i Liam Neeson i Jessica Lange estan superbs junts"[6]
  - "Una aventura històrica esplèndida i emocionant (...) Puntuació: ★★★½ (sobre 4)"[7]

- Premis i nominacions

Tim Roth va aconseguir el BAFTA al millor actor secundari per la seva interpretació de Archibald Cunningham. L'actor ha estat igualment nominat a l'Oscar al millor actor secundari, al Globus d'Or al millor actor secundari i als Premis Saturn a la mateixa categoria.

## Al voltant de la pel·lícula
- Tot i que Rob Roy no és l'adaptació al cinema de la novel·la del mateix nom de Walter Scott, totes dues estan inspirades en el personatge històric Robert Roy MacGregor.
- El combat final a l'espasa és considerat com un dels millors duels al cinema.[9]
- Tim Roth va ser despatxat del càsting per haver fet el personatge Archibald Cunningham massa « excèntric ».[9]
- El paper del Duc de Argyll va ser ofert a Sean Connery.[9]
- És l'últim film de l'actor escocès Andrew Keir.[9]
- Miranda Richardson havia de tenir el paper de Mary MacGregor.[9]
- Malgrat els advertiments incessants del seu agent, Jason Flemyng va participar en el càsting del film, per tenir la sort d'apropar-se a Tim Roth, un dels seus ídols.[9]
- El famós grup escocès Capercaillie (i la seva cantant Karen Matheson) interpreta totes les músiques tradicionals en aquest film.